# Terrugem (Sintra)
Terrugem ist ein Ort und eine ehemalige Gemeinde (Freguesia) im portugiesischen Kreis (Concelho) von Sintra. Die Gemeinde hatte 5145 Einwohner (Stand 30. Juni 2011).
Im Zuge der Gebietsreform vom 29. September 2013 wurden die Gemeinden Terrugem und São João das Lampas zur neuen Gemeinde União das Freguesias de São João das Lampas e Terrugem zusammengeschlossen.